# Myrmeleonostenus wangi
Myrmeleonostenus wangi är en stekelart som beskrevs av Porter 1998. Myrmeleonostenus wangi ingår i släktet Myrmeleonostenus och familjen brokparasitsteklar. Inga underarter finns listade i Catalogue of Life.